# Liechtenstein en los Juegos Olímpicos de Pekín 2008
Liechtenstein estuvo representado en los Juegos Olímpicos de Pekín 2008 por dos deportistas masculinos que compitieron en dos deportes.
El portador de la bandera en la ceremonia de apertura fue el atleta Marcel Tschopp. El equipo olímpico liechtensteiniano no obtuvo ninguna medalla en estos Juegos.